# オブジェクティフ49
オブジェクティフ49（オブジェクティフキャラントヌフ、objectif 49、1948年 - 1950年）は、フランス・パリにかつて存在したシネクラブ。「ヌーヴェルヴァーグのゆりかご」となった集団として知られる。

## 概要・来歴
- 1948年、設立。会長はジャン・コクトー。
- 主な設立メンバーは、ジャーナリストからは『レクラン・フランセ』誌に執筆していたアンドレ・バザンとアレクサンドル・アストリュック、『ラ・ルヴュ・デュ・シネマ』誌主宰のジャン＝ジョルジュ・オリオールとジャック・ドニオル＝ヴァルクローズ、『シネ・ディジェスト』誌主宰のジャン＝シャルル・タケラ、映画作家からロベール・ブレッソンとルネ・クレマン、作家からはクロード・モーリアック、そしてシネマテーク・フランセーズからジャン・グレミヨンの協力者となったピエール・カスト。のちにフランソワ・トリュフォーはバザンに紹介されて加入、ジャン＝リュック・ゴダール、シュザンヌ・シフマン、ジャン＝マリー・ストローブらの10代20代の若者も加入。
- 当時、エリック・ロメールが主宰していた「シネクラブ・デュ・カルチェ・ラタン」との交流があり、オブジェクティフ49のメンバーも毎週木曜日の上映会に参加していた。同シネクラブは、1950年5月、『ラ・ガゼット・デュ・シネマ』を創刊するが、11月には廃刊して『カイエ・デュ・シネマ』創刊に合流する。
- 1949年7月29日 - 8月5日、初めての「作家の映画」の祭典である「呪われた映画祭」を組織し、ビアリッツで開催した。29歳のロメール、18歳のゴダール、17歳のトリュフォーもこれに参加。
- 1950年4月2日、オリオールが交通事故で死去。彼の死とともに『ラ・ルヴュ・デュ・シネマ』廃刊、ブレッソンがオブジェクティフ49脱退。
- 1950年、オリオールを失ったまま第二回呪われた映画祭を開催後、オブジェクティフ49は空中分解。
- 1951年4月、バザン、ヴァルクローズ、ジョゼフ＝マリー・ロ・デュカ（ジュゼッペ・マリア・ロ・デュカ）らによって『カイエ・デュ・シネマ』創刊。

## 呪われた映画祭
- 1949年7月29日 - 8月5日、ビアリッツで開催。
- 主催者は、コクトー、バザン、オリオール、ピエール・ブロンベルジェ、ドニオル＝ヴァルクローズら。
- 賛同者は、グレミヨン、ブレッソン、クレマン、レイモン・クノー、モーリアックら。
- 下記16本を含めた20本が上映された。

ロベール・ブレッソン「ブーローニュの森の貴婦人たち」
ジャン・グレミヨン「高原の情熱」
ジョン・フォード「果てなき船路」
ジャン・ヴィゴ「アタラント号」完全版
ジャック・タチ「のんき大将脱線の巻」
オーソン・ウェルズ「上海から来た女」
ルネ・クレマン「鉄路の闘い」
ジャン・ルノワール「南部の人」
ロバート・モンゴメリー「湖中の女」
テイ・ガーネット「郵便配達は二度ベルを鳴らす」
アラン・レネ「ゲルニカ」
ジャン・ヴィゴ「新学期・操行ゼロ」
ジャン・ルーシュ「悪霊たちのダンスへのイニシエーション」
ニコラス・レイ「夜の人々」
ルキノ・ヴィスコンティ「郵便配達は二度ベルを鳴らす」
ルチアーノ・エンメル「ゴヤ 戦争の災害/聖イシドーロ祭」撮影マリオ・バーヴァ
ケネス・アンガー『花火』
- このラインナップの思想が、のちの『カイエ』あるいはヌーヴェルヴァーグの作家たちに受け継がれることになる。
- コンペティションがあり、ルーシュ『悪霊たちのダンスへのイニシエーション』がグランプリを受賞[1]、詩的映画部門のグランプリは、19歳のケネス・アンガーが撮った『花火』。
- 1950年、第二回を開催、終焉を迎える。

## レトロスペクティヴ
- 2005年9月、ミラノ映画祭で、呪われた映画祭トリビュート上映として、オリジナル上映作品から10本の上映が行われた。

## 註
1. ↑  人類学映画委員会 仏語